# Алка (митологија)
Алка је у грчкој митологији било више личности.

## Митологија
- Алка је била Рејина кћерка, односно Кибелина. Наиме, Реју су називали и Кибела и под тим именом је била мајка Алке, Никеје и фрижанског краља Миде.[1]
- Алка је била женска персонификација снаге.[2]
- Овидије и Хигин су навели Алку као једног од Актеонових паса.[3]